# Sebastián Sosa
Sebastián Sosa, né le 19 août 1986 à Montevideo en Uruguay, est un footballeur uruguayen qui évolue au poste de gardien de but avec le club de Club Atlético Vélez Sarsfield.

## Biographie

### En équipe nationale
Le 10 novembre 2022, il est sélectionné par Diego Alonso pour participer à la Coupe du monde 2022.